# أبو محمد الجويني
أبو محمد عبد الله بن يوسف بن عبد الله بن محمد بن حَيُّويَه الجويني (- 438هـ/1047م) والد إمام الحرمين أبي المعالي الجويني.
ولد في جوين من نواحي نيسابور، وسكن بنيسابور وتوفي بها، وكان إماماً في التفسير والفقه وأصول الدين والعربية والأدب، تفقه على القفال المروزي، وأبي الطيب الصعلوكي حتى أتقن الفقه والخلاف، ثم تصدر للتدريس والفتوى، وتخرج عليه خلق كثير وكان يلقب بركن الدين.
وكان مهيباً، لا يجري بين يديه إلا الجد والكلام، إما في علم أو زهد أو تحريض على التحصيل، وكان شديد الزهد والورع، حتى قال أبو عثمان الصابوني: لو كان الشيخ أبو محمد في بني إسرائيل لنقل إلينا شمائله ولافتخروا به. وكان ماهراً في إلقاء الدروس، ودرس وأفتى وناظر بنيسابور.
صنف «التفسير الكبير» المشتمل على عشرة أنواع من العلوم، وصنف في الفقه «التبصرة» و«التذكرة» و«الفروق» و«السلسلة» وفي أصول الفقه «شرح الرسالة». وقد نسب إليه خطأ رسالة تسمى «إثبات الاستواء» وهي لغيره.